# Bataille de Cholet (17 octobre 1793)
Pour les articles homonymes, voir Bataille de Cholet.
Guerre de Vendée
Batailles
La deuxième bataille de Cholet  se déroule le 17 octobre 1793, durant la guerre de Vendée. Elle voit la victoire des armées républicaines.

## Prélude
Le 15 octobre 1793, l'armée vendéenne est battue par l'armée républicaine à la bataille de La Tremblaye et bat en retraite sur Beaupréau. Cholet, la plus importante ville contrôlée jusque là par les Vendéens, passe alors aux mains des républicains.
Après la bataille de La Tremblaye, l'avant-garde républicaine commandée par Beaupuy entre dans Cholet par le sud, traverse la ville sans s'arrêter et prend position sur les hauteurs au nord. Kléber s'emploie ensuite à déployer le reste des troupes en positionnant les divisions de Beaupuy et d'Haxo sur le flanc gauche au château de La Treille et celles de Vimeux sur le flanc droit au château du Bois-Grolleau. Quant à Marceau, qui vient d'être promu général de brigade à la suite de la bataille de La Tremblaye, il occupe le centre avec le général Scherb, devant la lande de la Papinière, là où le terrain est le plus dégagé. Kléber rend ensuite compte de la situation à Jean Léchelle, général en chef de l'armée de l'Ouest qui se contente d'approuver. Les compétences militaires de Léchelle étant notoirement nulles, la plupart des représentants en mission se sont entendus pour confier officieusement le commandement à Kléber.
Dans la soirée arrivèrent Pierre Bourbotte, René-Pierre Choudieu, Joseph-Pierre-Marie Fayau et Antoine Dubois de Bellegarde, ce qui, en plus d'Antoine Merlin de Thionville, Jean-Baptiste Carrier et Louis Turreau déjà présents, porte à sept le nombre de représentants en mission à Cholet. Les forces républicaines attendent encore en renfort les 10 000 hommes du général Chalbos avant de pousser plus en avant vers le nord et Beaupréau. Ceux-ci finissent par apparaître pendant la nuit.

## Stratégie de l'armée républicaine
Au matin du 17 octobre, les généraux républicains se réunissent en conseil de guerre. Kléber propose de diviser l'armée en trois colonnes et de marcher sur Saint-Florent-le-Vieil, Gesté et Beaupréau afin d'envelopper l'armée vendéenne pour la couper de la Loire et de la route de Nantes. Le plan est approuvé par les généraux mayençais, par Marceau et par Merlin de Thionville ; en revanche plusieurs autres représentants et officiers, en particulier Chalbos, s'y opposent. Ce dernier trouve que ses troupes sont trop fatiguées et les autres officiers rechignent à diviser l'armée. Le plan de Kléber est rejeté et le conseil opte finalement pour une marche en masse sur Beaupréau.

## Stratégie de l'armée catholique et royale
À Beaupréau, l'état-major vendéen est tout aussi divisé lors du conseil de guerre tenu le 16 octobre à midi. Bonchamps propose de faire passer la Loire aux Bretons de sa division afin de soulever la Bretagne pour obtenir des renforts. Talmont, d'Autichamp et Donnissan veulent faire traverser toute l'armée. En revanche le généralissime d'Elbée, La Rochejaquelein et Stofflet refusent de quitter la Vendée. Quant à Royrand, il souhaite tenter une percée vers l'ouest pour effectuer une jonction avec l'armée de Charette.
Finalement l'attaque de Cholet est décidée et l'armée se met en marche. Talmont obtient toutefois de partir pour Saint-Florent-le-Vieil avec 4 000 hommes de l'armée de Bonchamps afin de prendre Varades.
Lors de la marche sur Cholet, l'officier vendéen Boutiller de Saint-André rapporte : « Je ne voyais dans ces hommes jadis si braves, si confiants, que de l'abattement et du désespoir, ils marchaient avec calme et résignation, comme des chrétiens au martyre mais non plus comme des héros à la victoire. Je me dis : c'en est fait ! La dernière heure de la Vendée est sonnée ! ».

## Forces en présence
Les forces vendéennes sont d'environ 40 000 selon les différentes estimations. Ce nombre est donné aussi bien par l'officier royaliste Bertrand Poirier de Beauvais que par le général républicain Kléber dans leurs mémoires. Berthre de Bourniseaux donne 38 000 fantassins, 7 500 cavaliers et 18 canons. Pour l'historien Émile Gabory, l'armée vendéenne compte 40 000 soldats, dont 15 000 de médiocre qualité.
L'armée républicaine compte quant à elle 26 000 à 27 000 hommes, dont 10 500 de l'Armée de Mayence, 1 200 des 1ers bataillons du 79e et du 119e régiment d'infanterie de ligne, 3 500 de la colonne de Luçon et 11 000 à 12 000 de la division Chalbos.

## Déroulement

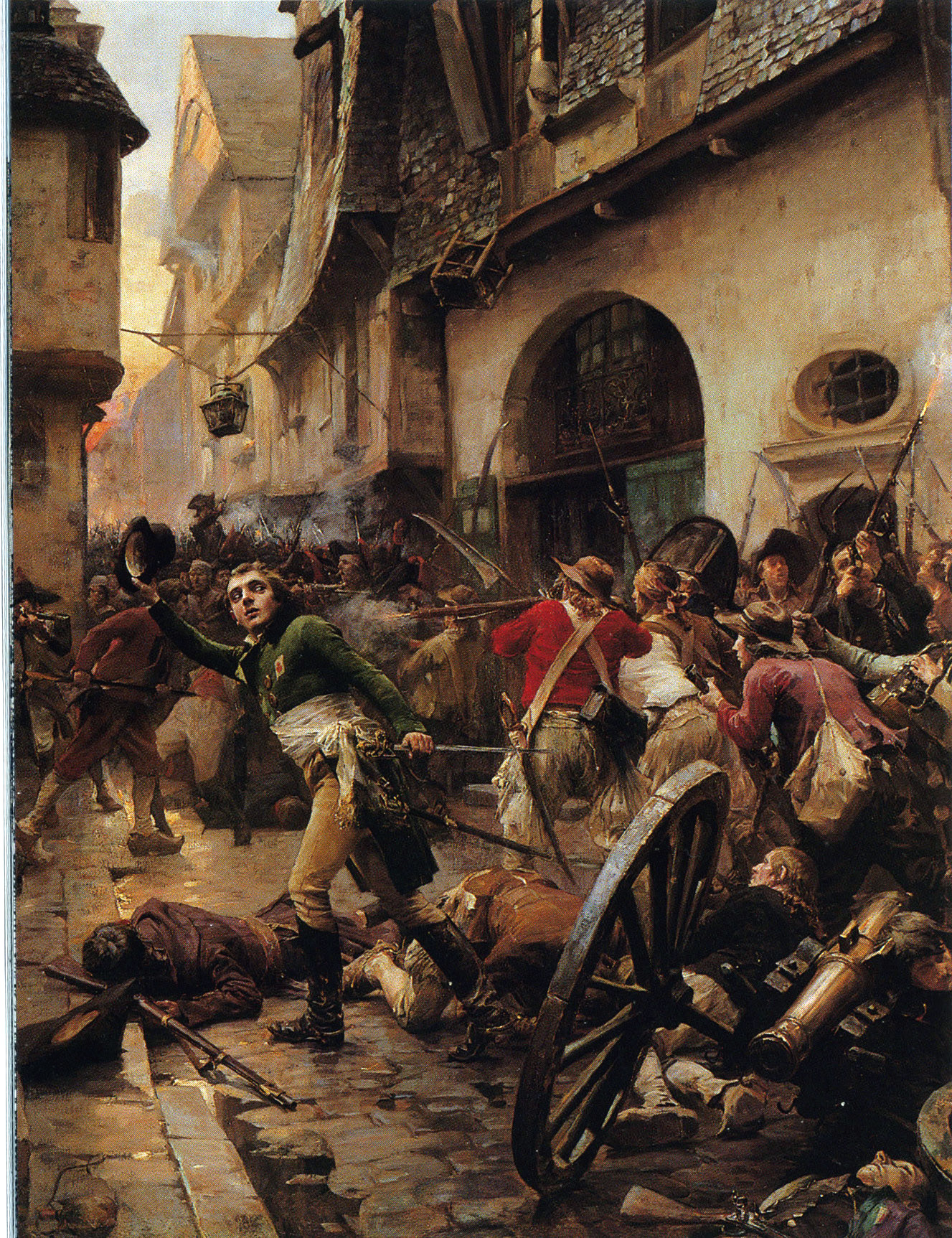
Henri de La Rochejaquelein au combat de Cholet, 17 octobre 1793, peinture de Paul-Émile Boutigny.

Le 17 octobre, en tout début d'après-midi, l'armée vendéenne lance l'attaque sur les lignes républicaines au nord de Cholet. Rapidement La Rochejaquelein parvient à repousser les avant-postes de Beaupuy et Haxo sur la lande de la Papinière. Les Vendéens mettent ensuite le feu aux genêts, l'immense fumée qui s'en dégage empêche l'artillerie républicaine d'ajuster ses tirs.
Les Vendéens avancent en masse, comme des troupes régulières, sur trois lignes et en formation serrée, contrairement à leur tactique habituelle. La Rochejaquelein et Royrand commandent le flanc droit, d'Elbée et Bonchamps le centre, Stofflet et Marigny le flanc gauche. Les lignes de Marceau, bombardées par les douze canons vendéens et en nette infériorité numérique, menacent de céder. Kléber envoie alors Chalbos pour le soutenir. Cependant, à peine arrivés sur le champ de bataille, les 4 000 hommes de la brigade du général François Muller, à la vue de la masse des combattants vendéens qui avancent inébranlables, prennent la fuite sans combattre et rentrent dans Cholet, jetant une grande confusion sur leur passage. Jean-Baptiste Carrier lui-même prend la fuite.
Pendant ce temps au Bois-Grolleau, Vimeux et Scherb parviennent à tenir face à Stofflet et Marigny. En revanche à la Treille, les troupes d'Haxo et de Beaupuy cèdent face à La Rochejaquelein et Royrand puis reculent jusque dans les faubourgs de Cholet. Kléber se porte alors sur ce flanc : il regroupe quelques bataillons de ses réserves, ainsi que le 109e régiment d'infanterie et leur donne l'ordre de contourner les lignes vendéennes pour les prendre à revers. La manœuvre est exécuté correctement et les Vendéens, surpris sur leur flanc, croient qu'une nouvelle armée républicaine arrive en renfort. Un moment d'hésitation parcourt leurs rangs, ils parviennent à résister un moment mais, face aux multiples attaques des troupes de Kléber, Bard et Beaupuy, ils finissent par céder à la panique et à prendre la fuite.
Au centre, le général Marceau fait poster son artillerie derrière son infanterie. Alors que les Vendéens lancent la charge, Marceau fait reculer ses fantassins et démasque ses canons au dernier moment. La mitraille à bout portant fait des ravages. Le centre vendéen prend la fuite à son tour et l'infanterie bleue lance une contre-charge. D'Elbée et Bonchamps tentent en vain de rallier leurs troupes et finissent par se retrouver presque encerclés par les républicains. Acculés, d'Elbée et Bonchamps tombent, presque au même moment, grièvement blessés. Toute l'armée vendéenne bat alors en retraite en emportant ses chefs blessés. La déroute devient générale et déjà des cris de « à la Loire » se font entendre. Au Pontreau, les troupes de Lyrot et de Piron de La Varenne parviennent cependant à intervenir à temps pour protéger la retraite de l'armée sur Beaupréau.
Jean-Baptiste Kléber déclare : « Les rebelles combattaient comme des tigres et nos soldats comme des lions ».

## Pertes
Les pertes de la bataille ne sont pas connues. Dans ses mémoires, Kléber indique que « les champs et les chemins avoisinant la ville de Cholet furent jonchés de cadavres ». Il fait mention de la capture de 12 canons et du massacre de 400 blessés vendéens à Beaupréau,. Amédée de Béjarry, petit-fils du commandant vendéen Amédée-François-Paul de Béjarry, porte quant à lui le nombre des blessés massacrés entre 700 et 800.
En 1909, l'historien Joseph Clémanceau estime qu'environ 2 000 républicains et 7 000 à 8 000 Vendéens ont été tués ou blessés lors de la bataille,.

## La traversée de la Loire

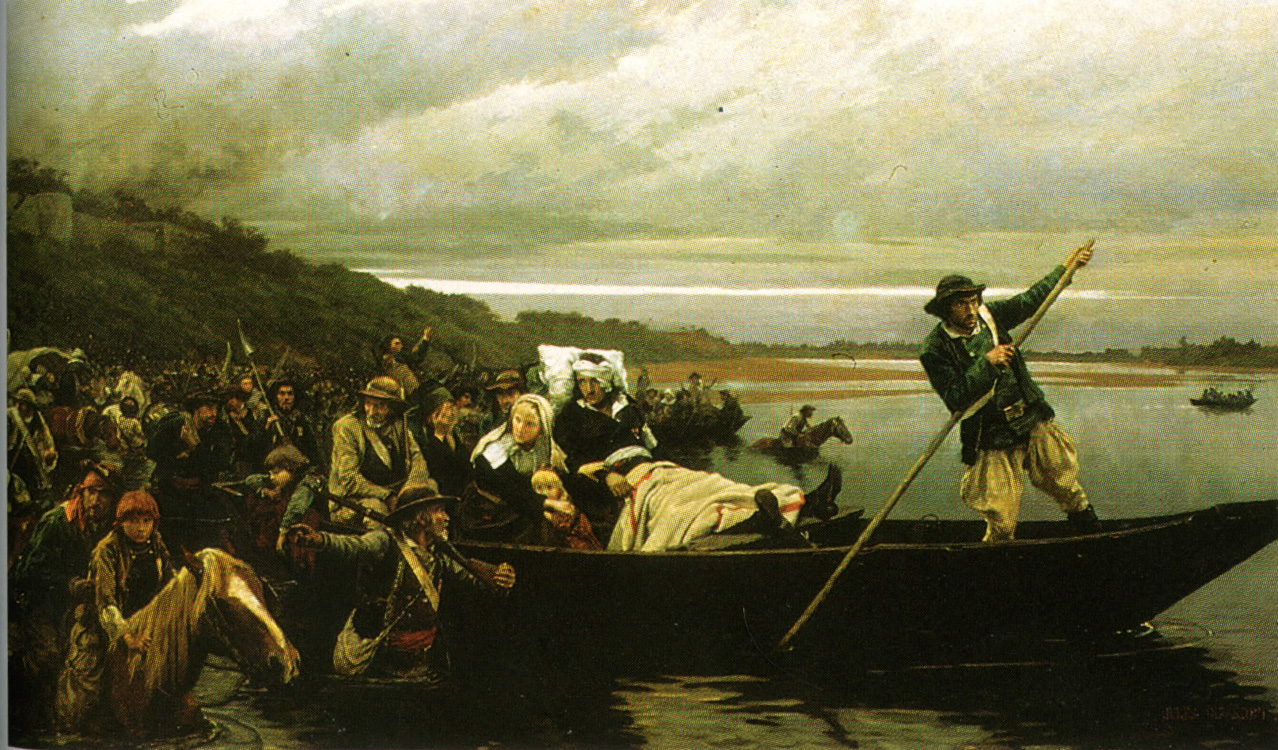
Le Général Lescure blessé passe la Loire à Saint-Florent, huile sur toile de Jules Girardet, 1882, musée de Birkenhead.

Arrivés dans la ville, les généraux vendéens décident cependant de ne pas rester à Beaupréau et de poursuivre la retraite sur Saint-Florent-le-Vieil afin de traverser la Loire. L'expédition de Talmont et de d'Autichamp sur Varades ayant facilement réussi, l'entrée en Bretagne est libre.
Seul d'Elbée, sérieusement blessé, ne suit pas l'armée, et est conduit un petit nombre de soldats en direction de l'ouest. Il trouve refuge quelques jours plus tard dans l'île de Noirmoutier.
Pendant ce temps, le gros de l'armée républicaine demeure à Cholet. Mais le général François-Joseph Westermann, resté en réserve à Châtillon-sur-Sèvre pendant la bataille, se lance à la poursuite des Vendéens. Suivi par les troupes de Beaupuy et d'Haxo, il a un accrochage avec une arrière-garde de 8 000 hommes mais parvient à entrer dans Beaupréau. Il trouve la ville vide, excepté par 400 soldats vendéens blessés qui sont tous massacrés,.
Pendant toutes les journées du 17 et du 18 octobre, les barques vendéennes font d'incessants allers-retours sur le fleuve pour faire traverser l'armée vendéenne accompagnée de dizaines de milliers de blessés, de vieillards, de femmes et d'enfants.

## Le pardon de Bonchamps

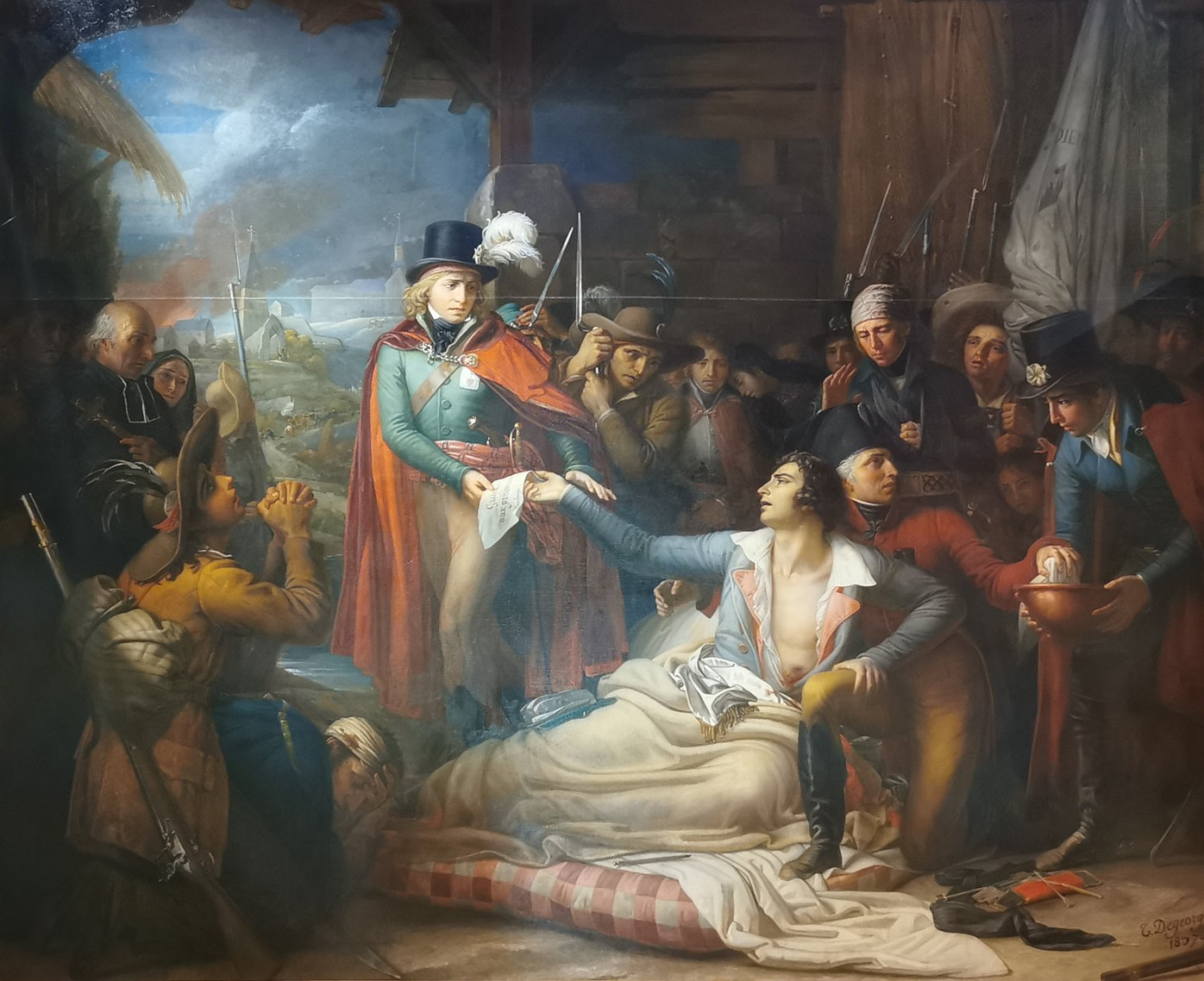
La mort de Bonchamps, huile sur toile de Thomas Degeorge, 1837, Historial de la Vendée, Les Lucs-sur-Boulogne.

Cependant 4 000 à 5 000 prisonniers républicains sont enfermés à l'intérieur de l'église et de l'abbaye de Saint-Florent-le-Vieil. L'armée vendéenne ne peut leur faire traverser le fleuve.
Victoire de Donnissan de La Rochejaquelein, épouse du général Lescure, écrit dans ses mémoires : 

« M. Cesbon d'Argognes, vieux chevalier de Saint-Louis, les avait conduits. C'était un homme fort dur, il en avait fait fusiller neuf en route, qui avaient cherché à s'échapper. On ne pouvait les traîner plus loin, ni leur faire passer la rivière. Que faire des quatre à cinq mille prisonniers à Saint-Florent ? C'était la préoccupation des officiers ; j'étais présente, tous convinrent qu'il fallait les fusiller sur-le-champ, ce fut l'avis général, mais quand on demanda : « Qui ira en donner l'ordre ? » personne n'en eut le courage ; l'un disait que ces malheureux pris la plupart depuis quatre à cinq mois n'étaient pas la cause des massacres, que cette horrible boucherie, commise de sang-froid, était au-dessus de ses forces ; un autre que ce serait légitimer, pour ainsi dire, les horreurs commises par les Bleus ; que cela redoublerait la rage des patriotes et les empêcherait de faire grâce à aucune créature vivante dans la Vendée, où il restait encore plus de la moitié des habitants. Enfin personne ne voulant faire exécuter une résolution aussi barbare, chaque officier se retira sans donner d'ordre. M. de Lescure n'avait pu prendre part à aucune délibération, il était couché sur un matelas et moi assise dessus, seule je pus l'entendre, quand on parla de tuer les prisonniers, dire entre ses dents : Quelle horreur »

Cependant des soldats vendéens braquent les canons devant l'église et l'abbaye de Saint-Florent, où sont enfermés les prisonniers, en exigeant des représailles pour leurs généraux blessés et contre les ravages commis par les troupes républicaines.

Pendant ce temps, le général Bonchamps, grièvement blessé, a été installé dans une maison de Saint-Florent, en contrebas de la ville. C'est là qu'il apprend que les prisonniers républicains sont sur le point d'être exécutés. Il s'adresse alors à son second, Charles de Beaumont d'Autichamp et lui demande d'intervenir pour empêcher le massacre. Marie Renée Marguerite de Scépeaux de Bonchamps, épouse du général, écrit dans ses mémoires : 

« La blessure était si grave qu'elle ne laissait aucune espérance. M. de Bonchamps le reconnut à la sombre tristesse qui régnait sur toutes les figures ; il chercha à calmer la douleur de ses officiers ; il demanda ensuite avec instance que les derniers ordres qu'il allait donner fussent exécutés et aussitôt il prescrivit qu'on donnât la vie aux prisonniers renfermés dans l'abbaye ; puis se tournant vers d'Autichamp, il ajouta : « Mon ami, c'est sûrement le dernier ordre que je vous donnerai, laissez-moi l'assurance qu'il sera exécuté »

D'Autichamp arrive au nord de la ville et lit à haute voix devant les troupes la lettre dictée par Bonchamps : 

« Camarades, vous m'avez obéi jusqu'à ce jour, qui est le dernier de ma vie ; en qualité de votre commandant, je vous ordonne de pardonner à mes prisonniers. Si l'ordre d'un chef mourant n'a plus de pouvoir sur vous, je vous en prie, au nom de l'humanité, au nom de Dieu, pour lequel vous combattez ! Camarades, si vous dédaignez mon ordre et ma prière, je vais me faire porter au milieu de mes prisonniers et de vous, et vos premiers coups tomberont sur moi. »

Il termine en s'écriant : « Grâce aux prisonniers, Bonchamps l'ordonne, Bonchamps mourant le veut ».
Les Vendéens obéissent alors à l'ordre de leur général. Les prisonniers sont épargnés et laissés à l'abbaye de Saint-Florent.
Bonchamps succombe à ses blessures le 18 octobre, vers 23 heures, à la Meilleraie et est enterré dans le cimetière de Varades.

## La Virée de Galerne

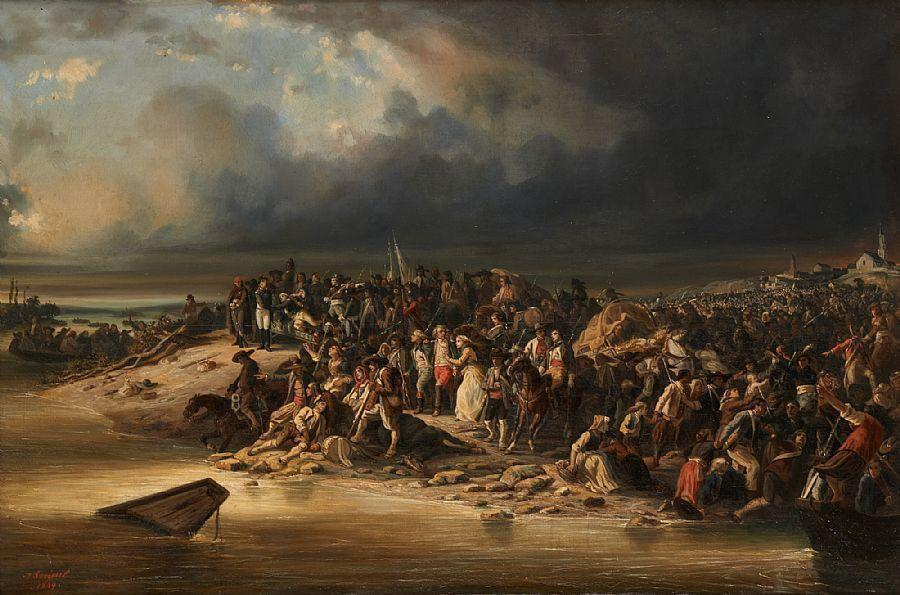
La fuite, huile sur toile de Jean Sorieul, 1849.

Après leur victoire à Cholet, les républicains pensent que la guerre est sur le point d'être définitivement gagnée et qu'il ne reste plus qu'à détruire les débris de l'armée vendéenne acculée sur la Loire. Le 21 octobre à Angers, les représentants en mission écrivent au Comité de salut public : « La Convention a voulu que la guerre de la Vendée fût terminée avant la fin d'octobre et nous pouvons lui dire aujourd'hui qu'il n'existe plus de Vendée [...] Une solitude profonde règne actuellement dans le pays qu'occupaient les rebelles [...] Nous n'avons laissé derrière nous que des cendres et des cadavres ».
Le 19 octobre, à 3 heures du matin, un détachement de hussards commandé par le capitaine Hauteville, le second de Westermann, pénètre dans les rues de Saint-Florent-le-Vieil mais trouve la ville totalement déserte. Le reste de l'armée républicaine arrive bientôt à leur suite et fouille les environs de Saint-Florent sans trouver âme qui vive. Les généraux républicains ne peuvent alors que constater que les Vendéens sont bien parvenus à traverser le fleuve, chose qu'ils pensaient impossible à exécuter en si peu de temps.
Cela fera dire à Napoléon Bonaparte : « Mes ingénieurs sont des hommes habiles mais à Saint-Florent les Vendéens ont des sylphes ».
Rapidement les prisonniers républicains libérés sont retrouvés et Merlin de Thionville écrit au Comité de salut public : « D'Elbée est blessé à mort. Bonchamps n'a plus que quelques heures à vivre. Ces lâches ennemis de la Nation ont, à ce qui se dit ici, épargné plus de quatre mille des nôtres qu'ils tenaient prisonniers. Le fait est vrai, car je le tiens de la bouche même de plusieurs d'entre eux. Quelques-uns se laissaient toucher par ce trait d'incroyable hypocrisie. Je les ai pérorés et ils ont bientôt compris qu'ils ne devaient aucune reconnaissance aux Brigands. Des hommes libres acceptant la vie de la main des esclaves ! Ce n'est pas révolutionnaire. N'en parlez pas même à la Convention. Les Brigands n'ont pas le temps d'écrire ou de faire des journaux. Cela s'oubliera comme tant d'autres choses ».
Cependant, contrairement à ce qu'espéraient les républicains, la guerre de Vendée n'était pas terminée ; une nouvelle campagne, la Virée de Galerne, commençait et menaçait de soulever la Bretagne et le Maine et d'étendre la guerre au nord de la Loire. Le général Kléber déclara : « Vive la République ! La guerre de la Vendée est finie ». Elle n'avait fait que changer de théâtre.